# Armbrust
Armbrust (em alemão: balestra) é uma arma antitanque leve desenvolvida pela companhia Messerschmitt-Bölkow-Blohm da Alemanha. Pode disparar projéteis de 67 mm e tem um alcance de fogo efetivo de 300 m.

## Visão geral

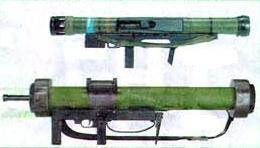
Comparando o Armbrust (cima) e o MATADOR (baixo)

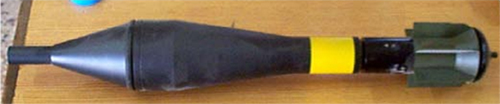
Um projétil de 67 mm do Armbrust (via Iraq OIG)

O Armbrust é uma canhão sem recuo e uma das poucas armas desse tipo que pode ser disparada com segurança em um espaço fechado. A carga propulsora é colocada entre dois pistões com o projétil na frente de um e uma massa de plástico picado na parte traseira. Ao contrário da maioria dos canhões sem recuo, é uma verdadeira arma de contra-tiro, pois a massa do projétil é igual à massa do contrapeso e eles são ejetados do cano na mesma velocidade inicial. Quando a arma é disparada, o propulsor se expande, empurrando os dois pistões para fora. O projétil é forçado para fora pela frente e o plástico por trás. O plástico se dispersa ao sair da parte de trás do cano e é rapidamente interrompido pela resistência do ar. Os pistões emperram em cada extremidade do cano, prendendo os gases quentes em seu interior. Sua ogiva pode penetrar até 300 mm de blindagem de aço.
Desde 2004, os Armbrust foram gradualmente substituídos pelo MATADOR co-desenvolvido por Israel, Alemanha e Singapura.

## Uso de combate
Durante a Guerra do Camboja (1979–1989), o Armbrust foi fornecido ao Khmer Vermelho cambojano. Foi usado na luta contra o governo cambojano, bem como contra o exército vietnamita. As tropas cubanas em Angola capturaram vários lançadores Armbrust da UNITA durante o final da década de 1980.

## Operadores

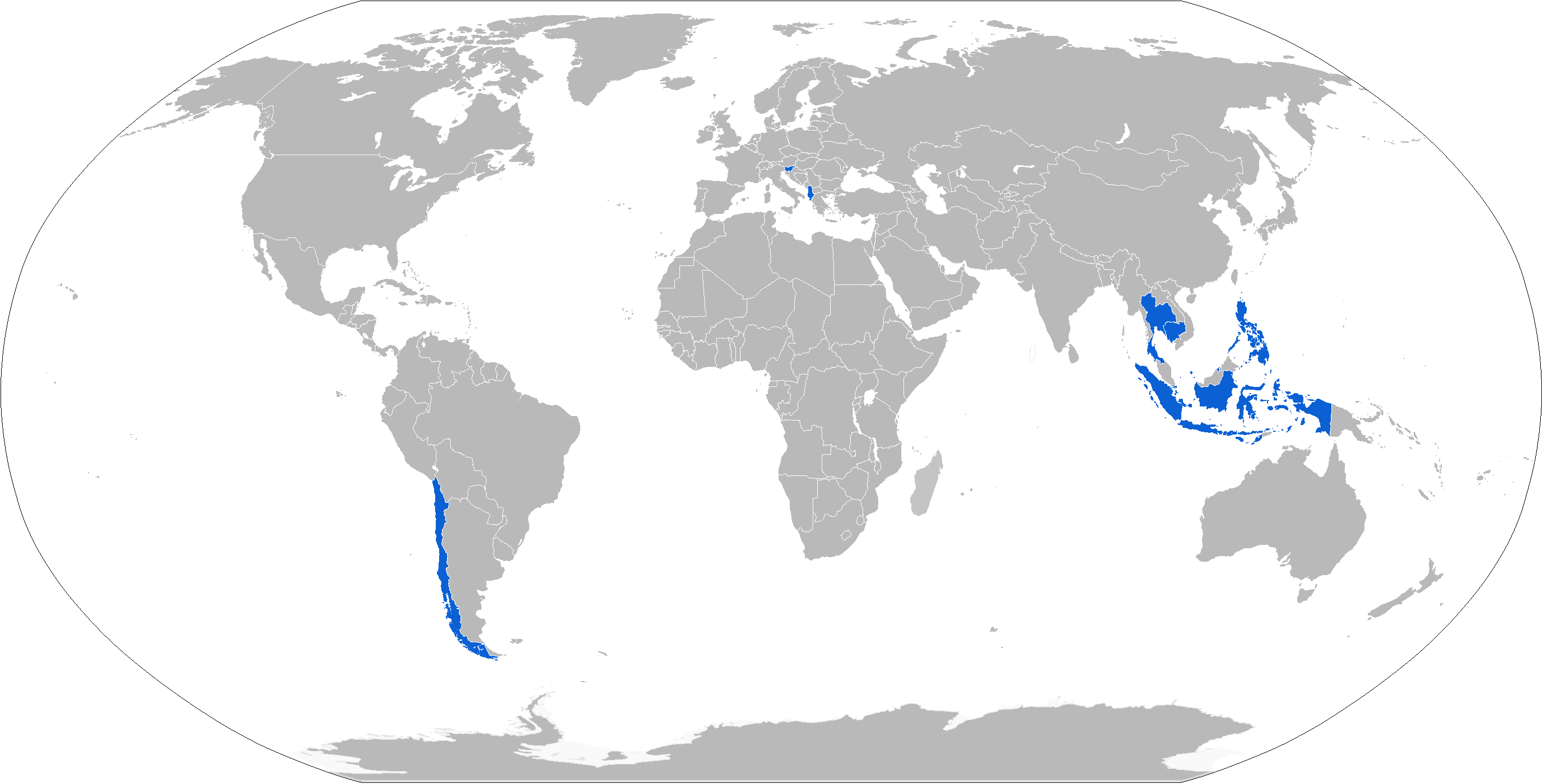
Mapa com operadores do Armbrust em azul

- Albânia
- Brunei[7]
- Camboja[7]
- Chile[7]
- Eslovênia[7]
- Filipinas[8]
- Indonésia[9]
- Singapura[7]